# Partido de la Liberación del Pueblo
El Partido de la Liberación del Pueblo (en turco: Halkın Kurtuluş Partisi, HKP) es un partido político turco de izquierda, populista, y antiimperialista, el cual defiende el socialismo revolucionario. El HKP está basado fuertemente en las ideas y filosofías de Hikmet Kıvılcımlı.
El partido fue fundado el 15 de junio de 2005, en el 35.º aniversario de la Resistencia Obrera del 15 y 16 de junio.
El HKP se considera heredero tanto del Vatan Partisi (Partido Patriótico), el cual fue fundado por Hikmet Kıvılcımlı en 1954, y el primer Partido Comunista de Turquía, el cual fue fundado por Mustafa Suphi en 1920.[cita requerida]
Hikmet Kıvılcımlı (1902–1971), fue un comandante guerrillero de la Guerra de la Independencia Turca cuándo tenía solo 17 años, quién pasó gran parte de su vida en la lucha a favor de la clase obrera, y el HKP está liderado bajo su ejemplo, teoría y pensamiento político.
Nurullah Ankut, un profesor de filosofía retirado de Konya, ha ejercido la jefatura del partido desde 2005.
El HKP obtuvo la posibilidad de participar en las elecciones locales de Turquía de 2014, y obtuvieron un total de 26 654 votos. También participaron en las elecciones generales de junio de 2015, presentando a 550 candidatos en 85 secciones de votación. Recibieron un total de 60 396 votos, con un porcentaje del 0.13%. En las elecciones generales de noviembre de 2015 el partido obtuvo 83 057 votos (0.17%).